# Billboardlistans förstaplaceringar 1993
Detta är en lista över 1993 års förstaplaceringar på Billboardlistan Hot 100. 

## Listhistorik
| Datum        | Låt                                              | Artist                        |
| 2 januari    | "I Will Always Love You"                         | Whitney Houston               |
| 9 januari    | "I Will Always Love You"                         | Whitney Houston               |
| 16 januari   | "I Will Always Love You"                         | Whitney Houston               |
| 23 januari   | "I Will Always Love You"                         | Whitney Houston               |
| 30 januari   | "I Will Always Love You"                         | Whitney Houston               |
| 6 februari   | "I Will Always Love You"                         | Whitney Houston               |
| 13 februari  | "I Will Always Love You"                         | Whitney Houston               |
| 20 februari  | "I Will Always Love You"                         | Whitney Houston               |
| 27 februari  | "I Will Always Love You"                         | Whitney Houston               |
| 6 mars       | "A Whole New World"                              | Peabo Bryson och Regina Belle |
| 13 mars      | "Informer"                                       | Snow                          |
| 20 mars      | "Informer"                                       | Snow                          |
| 27 mars      | "Informer"                                       | Snow                          |
| 3 april      | "Informer"                                       | Snow                          |
| 10 april     | "Informer"                                       | Snow                          |
| 17 april     | "Informer"                                       | Snow                          |
| 24 april     | "Informer"                                       | Snow                          |
| 1 maj        | "Freak Me"                                       | Silk                          |
| 8 maj        | "Freak Me"                                       | Silk                          |
| 15 maj       | "That's the Way Love Goes"                       | Janet Jackson                 |
| 22 maj       | "That's the Way Love Goes"                       | Janet Jackson                 |
| 29 maj       | "That's the Way Love Goes"                       | Janet Jackson                 |
| 5 juni       | "That's the Way Love Goes"                       | Janet Jackson                 |
| 12 juni      | "That's the Way Love Goes"                       | Janet Jackson                 |
| 19 juni      | "That's the Way Love Goes"                       | Janet Jackson                 |
| 26 juni      | "That's the Way Love Goes"                       | Janet Jackson                 |
| 3 juli       | "That's the Way Love Goes"                       | Janet Jackson                 |
| 10 juli      | "Weak"                                           | SWV                           |
| 17 juli      | "Weak"                                           | SWV                           |
| 24 juli      | "Can't Help Falling in Love"                     | UB40                          |
| 31 juli      | "Can't Help Falling in Love"                     | UB40                          |
| 7 augusti    | "Can't Help Falling in Love"                     | UB40                          |
| 14 augusti   | "Can't Help Falling in Love"                     | UB40                          |
| 21 augusti   | "Can't Help Falling in Love"                     | UB40                          |
| 28 augusti   | "Can't Help Falling in Love"                     | UB40                          |
| 4 september  | "Can't Help Falling in Love"                     | UB40                          |
| 11 september | "Dreamlover"                                     | Mariah Carey                  |
| 18 september | "Dreamlover"                                     | Mariah Carey                  |
| 25 september | "Dreamlover"                                     | Mariah Carey                  |
| 2 oktober    | "Dreamlover"                                     | Mariah Carey                  |
| 9 oktober    | "Dreamlover"                                     | Mariah Carey                  |
| 16 oktober   | "Dreamlover"                                     | Mariah Carey                  |
| 23 oktober   | "Dreamlover"                                     | Mariah Carey                  |
| 30 oktober   | "Dreamlover"                                     | Mariah Carey                  |
| 6 november   | "I'd Do Anything for Love (but I Won't Do That)" | Meat Loaf                     |
| 13 november  | "I'd Do Anything for Love (but I Won't Do That)" | Meat Loaf                     |
| 20 november  | "I'd Do Anything for Love (but I Won't Do That)" | Meat Loaf                     |
| 27 november  | "I'd Do Anything for Love (but I Won't Do That)" | Meat Loaf                     |
| 4 december   | "I'd Do Anything for Love (but I Won't Do That)" | Meat Loaf                     |
| 11 december  | "Again"                                          | Janet Jackson                 |
| 18 december  | "Again"                                          | Janet Jackson                 |
| 25 december  | "Hero"                                           | Mariah Carey                  |